# Fåborg
Fåborg (danska: Faaborg) är en tätort och stad i Fåborg-Midtfyns kommun i Region Syddanmark i Danmark. Tätorten har 6 867 invånare (2024). Den ligger på Fyns sydkust vid Fåborg Fjord. Fåborg var centralort i Fåborgs kommun fram till kommunreformen 2007.

## Historia
Fåborg nämndes för första gången 25 juni 1229 då orten gavs bort till kung Valdemar Sejrs svärdotter. Det fanns då en borg på platsen. Staden fick ett helgeandshus 1477, brändes under grevefejden och förde därefter en tynande tillvaro, men återfick från mitten av 1800-talet en viss livaktighet genom handel med spannmål och andra agrarprodukter. Bland Fåborgs byggnader märks Helligaandskyrkan från slutet av 1400-talet. Av den under reformationen nedrivna S:t Nicolaikyrkan kvarstår ett klocktorn mitt i staden. På torget finns uppsatt en monumental brunn, Ymers brønd av skulptören Kai Nielsen. 1910 instiftades ett museum, främst inriktat mot modernare konst, och en ny museibyggnad uppfördes 1913-15.